# ملعب ليون-بولي
ملعب ليون-بولي (بالفرنسية: Stade Léon-Bollée)‏ هو ملعب كرة قدم متعدد الأغراض يقع في لو مان، فرنسا، يتم استخدامه في الغالب لمباريات كرة القدم وكان الملعب الرئيسي لنادي لومان حتى عام 2011، عندما تم استبداله بملعب لومان. يتسع لـ17801 متفرج. بدأ بناؤه في 1904 وافتتح في 1906. تمت توسعته في 2004.